# Премія «Гігамеш»
Премія «Гігамеш» (ісп. Premio Gigamesh) — іспанська літературна нагорода, яка вручалася з 1984 по 2000 роки журналом «Гігамеш» (видавництво «Ediciones Gigamesh») за допомогою голосування читачів. Журі обирало кандидатів серед творів, що були опубліковані в Іспанії протягом попереднього року. Переможців, однак, визначали за допомогою відкритого голосування. У галузі наукової фантастики виділяли три категорії: роман, антологія та оповідання. Премію присуджували як національним, так і іноземним авторам.

## Наукова фантастика

### Роман
- 1984
  - Урсула Ле Гуїн «Без майна»
  - Джеймс Баллард «Хмарочос»
- 1985
  - Філіп Дік «Переселення Тімоті Арчера»
  - Грегорі Бенфорд «Хроноплоскість»
- 1986
  - Джон Браннер «Зазубрена орбіта»
  - Джон Браннер «Наїзник шокової хвилі»
- 1988
  - Роберт Сілверберг «Вмираючи зсередини»
- 1989
  - Філіп Дік «А тепер зачекай на минулий рік»
  - Джордж Мартін «Подорож Тафа»
  - Джек Венс «Принци темряви»
- 1990
  - Джин Вулф «Тінь ката»
- 1991
  - Дейвід Зінделл «Невернесс»
- 1992
  - Ден Сіммонс «Гіперіон»
- 1993
  - Єн Мак-Дональд «Шлях відчаю»
- 1994
  - Джин Вулф «Меч Ліктора»
- 1995
  - Вернор Вінжі «Полум'я над безоднею»
  - Конні Вілліс «Книга судного дня»
- 1996
  - Джеймс Баллард «У погоні за раєм»
- 1997
  - Стівен Бекстер «Кораблі часу»
- 1998
  - Амітав Ґош «Калькутська хромосома»
  - Кім Стенлі Робінсон «Зелений Марс»
- 1999
  - Грег Іген «Місто перетурбацій»
  - Ден Сіммонс «Схід Ендиміона»
- 2000
  - Грег Іген «Карантин»

### Збірки
- 1984
  - Гарлан Еллісон «Небезпечні візії»
- 1985
  - Джон Варлі «Нав'язливість зору»
- 1986
  - Урсула Ле Гуїн «Дванадцять румбів вітру»
- 1989
  - Джон Варлі «Синє шампанське»
- 1990
  - Філіп Дік «Смак Уаба»
- 1992
  - Кордвайнер Сміт «Інструментарій людства», II. «Мертва Леві з Клаун Таун»
- 1993
  - Філіп Дік «Батько-річ»
  - Брюс Стерлінг «Кришталевий експрес»
- 1994
  - Джеймс Баллард «Піски Верміліона»
- 1995
  - Джеймс Баллард «Літальний апарат на малій висоті»
- 1996
  - Джеймс Баллард «Зона катастрофи»
- 1999
  - Брюс Стерлінг «Дзеркальні окуляри»
- 2000
  - Теодор Стерджен «E Pluribus Єдиноріг»

### Оповідання
- 1985
  - Джеймс Баллард «Втеча»
- 1986
  - Едуардо Абель Хіменес «Кірамір»
- Урсула Ле Гуїн «Коробка пітьми»
- 1989
  - Джон Варлі «Натисни Ентер»
- 1991
  - Джеймс Баллард «Відділення інтенсивної терапії»
- 1992
  - Станіслав Лем «Термінус»
- 1994
  - Хав'єр Негрете «Стан Світанку»
- 1995
  - Вільям Ґібсон «Джонні-мнемонік»
- 1996
  - Цезар Майорні «Будинок лікаря Петакуса»
- 1997
  - Цезар Майорні «Колекціонер марок»
- 1998
  - Грег Іген «Пил»
- 1999
  - Грег Іген «Доречна любов»